# Obvozna cesta, Ljubljana

Obvozna cesta je ena izmed cest v Ljubljani, ki ima značaj povezovalne ceste in predstavlja najkrajšo povezavo na severnem delu mesta med Šentvidom in Vižmarjami ter Ježico in Črnučami.

## Poimenovanje
Cesta je uradno poimenovana po njeni prvotni vlogi, in sicer po obvozu. V uporabi je pogosto še njeno staro ime Nemška cesta. 
Cesta je namreč nastala v času druge svetovne vojne, ko so jo zgradile in uporabljale nemške okupacijske sile, podobno kot obvozno železniško progo. Nemci so se zaradi bojazni pred dolgotrajnimi italijanskimi carinskimi postopki odločili »svoje« dele zasedenih ozemelj (Šentvid nad Ljubljano in Črnuče) povezati tako s progo kot cesto.

## Urbanizem
Prične se na uvozu in izvozu z gorenjske avtoceste in predstavlja nadaljevanje Miheličeve ceste, konča pa se na Ježici v krožišču z Dunajsko cesto.
Nanjo se povezujeta dve pomembnejši cesti, in sicer Saveljska cesta in Ulica bratov Komel. Obstajajo pa tudi povezave nekaj makadamskih cest in poljskih poti.

## Javni potniški promet
Na krajšem delu Obvozne ceste od 1. decembra 2014 poteka trasa mestne avtobusne linije št. 11, saj je ob cesti parkirišče P+R, v sklopu katerega je urejeno tudi končno postajališče omenjene linije.